# Sint-jansvlinder
De sint-jansvlinder, bloedvlekvlinder of bloeddrupje (Zygaena filipendulae) is een dagactieve nachtvlinder uit de familie Zygaenidae (bloeddrupjes). De fel gekleurde 'bloeddruppels' moeten een mogelijke predator ervan overtuigen dat de vlinder giftig zou zijn en niet opgegeten zou moeten worden.

## Kenmerken
De vlinder heeft een zwart lijf, kop, poten, en antennes. De voorvleugels zijn leigrijs met een sterke groene metaalglans, met drie groepen van twee rode vlekken op elke vleugel.
De rups groeit tot 22 millimeter lang, heeft een gele kleur, met zwarte vlekken in drie rijen op elk segment.

### Vergelijkbare soorten
De sint-jansvlinder lijkt sterk op de vijfvlek-sint-jansvlinder (Zygaena trifolii) , de kleine sint-jansvlinder (Zygaena viciae) en de valse vijfvlek-sint-jansvlinder (Zygaena lonicerae), die zeldzamer zijn in Nederland. De vlinder lijkt verder oppervlakkig op de sint-jacobsvlinder (Tyria jacobaeae), die echter tot de Beervlinders (Arctiinae) wordt gerekend.

## Verspreiding en leefgebied
De vlinder komt voor in geheel Europa, het gebied rond de Zwarte Zee, alsmede de Kaukasus. In Nederland en België komt de soort wijdverbreid voor en heeft als leefgebied matig vochtige zandgrond, onbemest kruidig grasland, waar zijn waardplanten, gewone rolklaver en andere vlinderbloemigen, voorkomen. De vliegtijd is van half juni tot en met begin augustus.

## Galerij

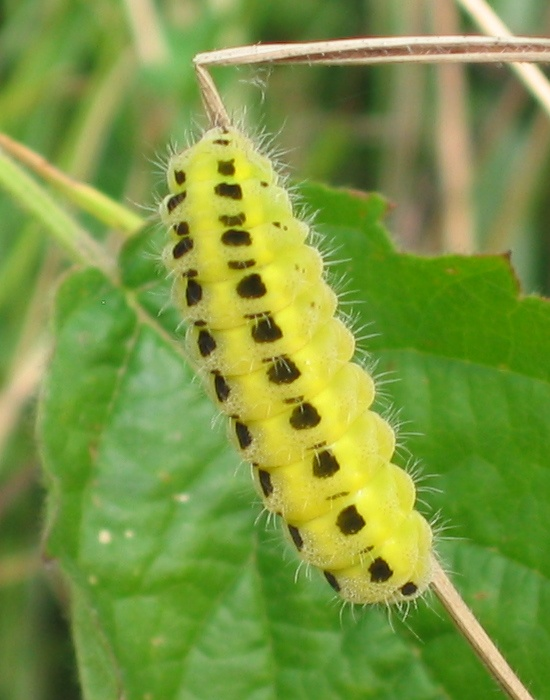
Rups
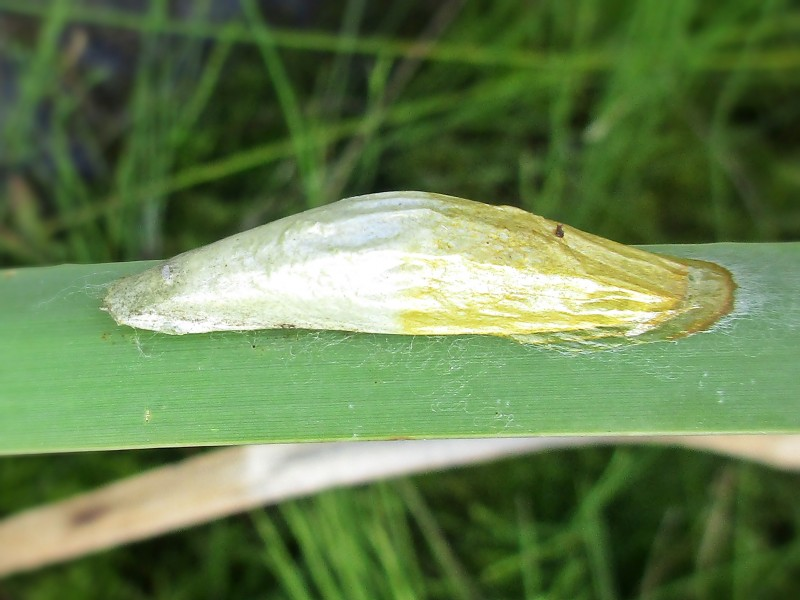
Pop
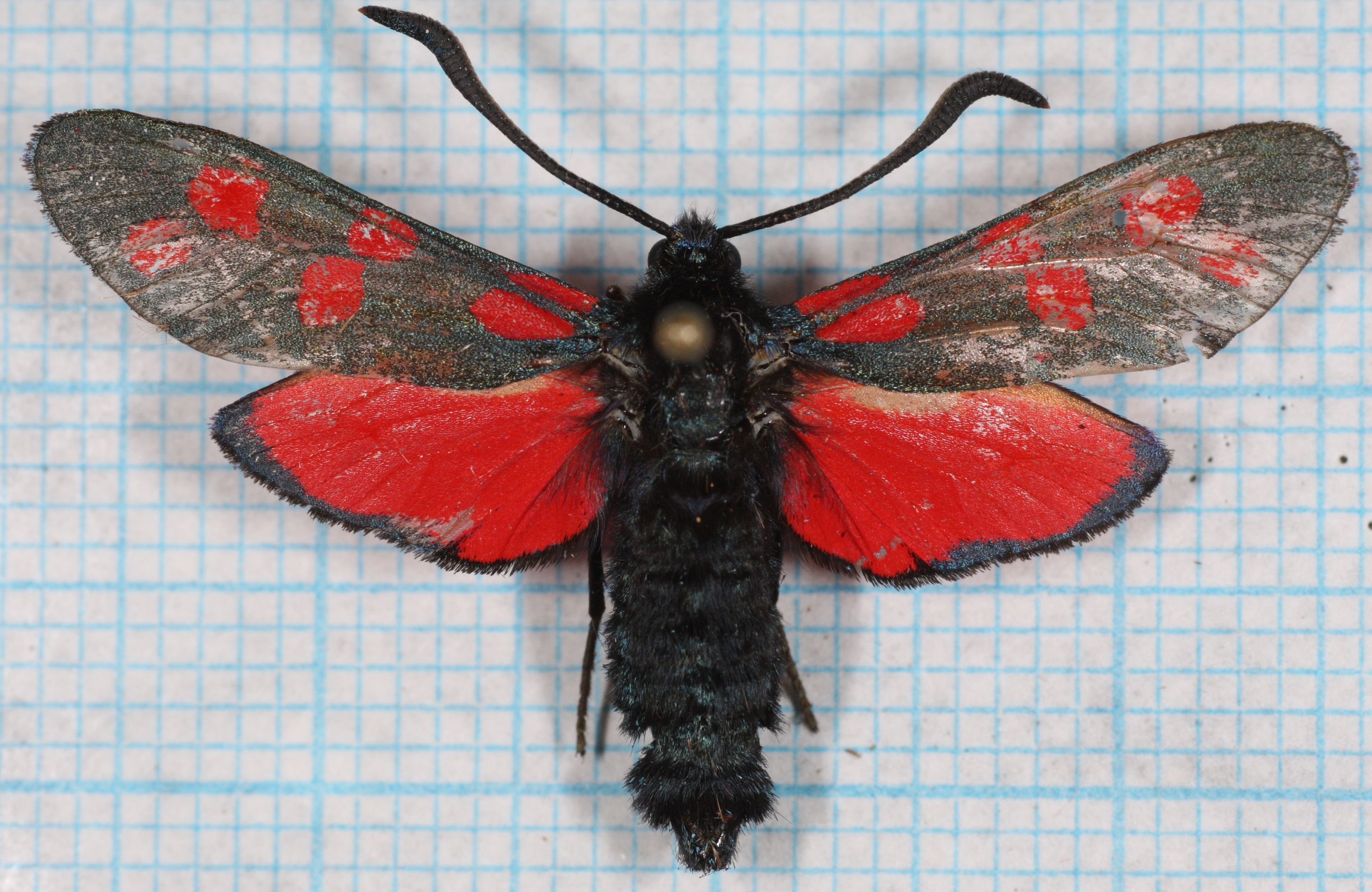
Imago